# Postdateren
Postdateren is het dagtekenen met een latere datum dan het document daadwerkelijk werd ondertekend. Het tegengestelde van postdateren is antedateren.

## Gebruik
De belastingdienst postdateert vaak stukken als teruggaves, omdat de uiteindelijke betaling na de verzending plaatsvindt, maar voor de datering van de brief.
Een belastingbetaler kan bijvoorbeeld een document postdateren als het belastingtarief voor een bepaalde transactie net verlaagd is. Door het document te postdateren betaalt men dan het nieuwe tarief. Of men heeft schade opgelopen en daarna een verzekering afgesloten. Door het schadeverslag te postdateren, wekt men de indruk dat de verzekering al van kracht was toen het schadegeval zich voordeed.